# Висока (Гожовський повіт)
Висока (пол. Wysoka, нім. Hohenwalde) — село в Польщі, у гміні Любішин Гожовського повіту Любуського воєводства.
Населення — 613 осіб (2011).
У 1975-1998 роках село належало до Гожовського воєводства.

## Демографія
Демографічна структура станом на 31 березня 2011 року:
|          | Загалом | Допрацездатний вік | Працездатний вік | Постпрацездатний вік |
| -------- | ------- | ------------------ | ---------------- | -------------------- |
| Чоловіки | 296     | 66                 | 212              | 18                   |
| Жінки    | 317     | 67                 | 174              | 76                   |
| Разом    | 613     | 133                | 386              | 94                   |